# Hansen-Quartett
Das Hansen-Quartett ging aus dem Geller-Quintett hervor, wurde 1950 in Köln gegründet und war in den 1950er Jahren das bekannteste und meistgebuchte deutsche Musikensemble.

## Geschichte
Gründungsmitglieder waren neben dem Kontrabassisten Hans Blum (später als Solist unter dem Künstlernamen Henry Valentino bekannt), der Gitarrist Joe Menke und die beiden als Geschwister Olden tingelnden Schwestern Ursula und Ingetraut Maschke, die Blum (nach abweichenden Quellen) bei einer Show in Düsseldorf oder bei einer Fernsehversuchssendung in Hamburg getroffen und für sich gewonnen hatte. Die Formation wechselte im Laufe der Jahre mehrmals. Hans Blum und Ingetraut Maschke blieben aber immer zusammen und heirateten 1956. Zwei Jahre zuvor waren schon Joe Menke und Neumitglied Adriana Klein alias Nana Gualdi ein Ehepaar geworden. Beide schlossen sich mit dem Kurzzeitmitglied Rolf Simson zu den Starlets zusammen.
Hans Blum, nach dem das Hansen-Quartett benannt wurde, war nicht nur der Gründer der Gruppe, sondern auch der Mann, der sich um alles kümmerte. Er machte und koordinierte die Termine, komponierte und arrangierte die Titel. Darüber hinaus schrieb er auch für andere Künstler, so zum Beispiel Zigeunerjunge für Alexandra.
Die Gruppe findet sich auf unzähligen Schlageraufnahmen aus jener Zeit, sowohl als selbständige Interpreten, als auch als Hintergrund-Stimmen bei anderen Sängern. Dabei trat sie nicht nur unter dem eigenen Namen auf, sondern auch unter mehr als 30 verschiedenen, mehr oder weniger naheliegenden Pseudonymen, darunter:
- Hansen Boys & Girls
- Hans Blum Ensemble
- Bernd Hansen Chor
- Hansen Sänger.

Manchmal wurden, vor allem dann, wenn die Gruppe als Hintergrund agierte, von den Plattenfirmen zum Titel passende Fantasiepseudonyme für das Quartett verwendet, daher lässt sich nicht mehr genau klären, auf wie vielen Tonträgern das Hansen-Quartett tatsächlich sang.
Das Hansen-Quartett löste sich zu Anfang der 1960er Jahre auf. Hans Blum hatte später unter dem Pseudonym Henry Valentino noch einmal großen Erfolg, insbesondere mit Im Wagen vor mir.

## Kleine, unvollständige Diskografie

### Eigene Titel
- 1954 – Vergiss mich nie Karolin / Ich such dich, ich brauch dich, ich lieb dich (Original: I Want You, I Need You, I Love You) – Columbia 45-DW 5570
- 1956 – Der Seeräuber Jonny aus Singapur / Columbus Boogie – Columbia 27-5500
- 1956 – Chacha sprach der Maharadscha / Cha Cha Cha – Columbia 27-5506
- 1956 – Dudel Dudel Dandy / Arm oder reich – Columbia 27-5523
- 1956 – Holiday am Wörthersee (aus dem gleichnamigen Film) / Tip-Tippi-Tap – Columbia 27-5535
- 1956 – Auf Cuba sind die Mädchen braun / Es war kein reicher Mann – Columbia 27-5550
- 1956 – Ich hab’ Dich so lieb (Original: I Got You on My Mind) / Gut’ Nacht mein Schatz, gut’ Nacht (Original: Goodnight, Sweetheart, Goodnight) – Columbia 27-5555
- 1957 – Ich such dich, ich brauch dich, ich lieb dich (Original: I Want You I Need You I Love You) / Vergiss mich nie – Columbia 45 DW 5584
- 1957 – Wenn ich Dich verliere (Original: I Almost Lost My Mind) / Denk an mich – Columbia 27-5565
- 195? – Machs Licht aus / Ganz was anderes – Electrola E 21992
- 1957 – Zuckerpüppi (aus dem Film Gruß und Kuß vom Tegernsee)
- 1958 – Wie schön, dass es dich gibt (Original: The Things I Didn’t Do) / Beim zärtlichen Blues – Columbia 45-DW 5610
- 1958 – Big man - großer Mann / Darum träum’ ich nur von Dir (Original: All I have to do is dream) – Columbia C 20 971, 1958 (als Die Hansen-Boys und Girls)
- 1958 – Mambo-Bolero (aus dem Film Der doppelte Ehemann) / Der schräge Otto (Ragtime) – Electrola 7 MW 17-8500
- 1959 – Blue Guitar (Original: Ich such dich und du suchst mich) / Lass das Baby, laß das (Original: Teasin’) – Columbia 45 DW 5747 / C21292
- 1962 – Auf der Havelin / Berlin in der Nacht in den Straßen – Electrola E 21099

undatiert:
- Banjo-Boogie / Dudel-Dudel-Dandy (in den USA erschienen auf Capitol)
- Wir haben Besuch (die Verwandtschaft ist da)

### Als Background-Gruppe
| 1952 – Und führ’ ich ein Mädchen zum Traualtar                                                                         | mit Lale Andersen und Vico Torriani     | als „das Hansen-Quartett“                             |
| 1955 – Der Besenbinderball (Rag-Fox) / Wo Wo Wo liegt Dixieland (Dixieland-Fox)                                        | mit Bibi Johns – Electrola 17-8544      | als „das Hansen-Quartett“                             |
| 195? – Tina Marie / In Hamburg sind die Nächte lang                                                                    | mit Fred Bertelmann – Electrola 17-8546 | als „das Hansen-Quartett“                             |
| 1955 – Din Skol Min Skol / Billy’s Banjo Band                                                                          | mit Bibi Johns – Electrola 17-8576      | als „das Hansen-Quartett“                             |
| 1955 – Mama Nicolini / Le Grand Tour L’Amour                                                                           | mit Angele Durand – Electrola 17-8597   | als „das Hansen-Quartett“                             |
| 1956 – Der Tom aus Tennessee / Wilde Rose von Arizona                                                                  | mit Bruce Low – Electrola 17-8599       | als „das Hansen-Quartett“                             |
| 1956 – Jeder Tag hat seinen Abend / Der Glockengiesser von Tirol                                                       | mit Carl Hoppe – Electrola 17-8602      | als „Bernd Hansen-Chor“                               |
| 1956 – Riviera (aus dem Melodie-Film Pulverschnee nach Übersee) / Über sieben Meere (Lula-lula-lei)                    | mit Fred Bertelmann – Electrola 17-8604 | als „das Hansen Quartett“                             |
| 1956 – Salute, Venezia, Salute / Sag nicht Addio (Tango Serenade aus dem Kopp-Film Vergiß, wenn Du kannst)             | mit Georges Guetary – Electrola 17-8635 | als „Hansen Quartett“                                 |
| 1956 – Und es geht der Wind / Hernandos Hideway                                                                        | mit Bruce Low – Electrola 17-8637       | als „Hansen-Chor“                                     |
| 1956 – Johannes / Je vous adore                                                                                        | mit Angele Durand – Electrola 45-8711   | als „das Hansen-Quartett“                             |
| 1956 – Herr Lichtenstein – Herr Lichtenstein / Schnibbe-Di-Bib                                                         | mit Angele Durand – Electrola 45-8712   | als „das Hansen-Quartett“                             |
| 1956 – Hochzeits-Polka (Wedding Polka) / Hochzeits-Polka (Wedding Polka)                                               | mit Bruni Lehnen – Electrola 45- 8723   | als „das Hansen-Quartett“                             |
| 1957 – Oh, Mr. Dixieland / Crazy Dog                                                                                   | mit Bibi Johns                          | als „das Hansen-Quartett“                             |
| 1957 – Komm mit nach Mexico / Am Abend in Rom                                                                          | mit Frank Olsen – Electrola 45-8798     | als „das Hansen-Quartett“                             |
| 1958 – Ich such dich ich brauch dich ich lieb dich (= I Want You, I Need You, I Love You) / Vergiss mich nicht Karolin | mit Hans Blum – Columbia 45 DW 5584     | als „Das Hansen Quartett“                             |
| 1958 – Hey Mr. Banjo (Foxtrott) / Den Mund voll Tricks (Bobby’s Rag)                                                   | mit Bobby Jaan – Electrola 17-8514      | als „das Hansen-Quartett“                             |
| 1958 – Blue Jean Boy / Sunshine                                                                                        | mit Conny Froboess – Electrola E 20966  | als „die Hansen Boys und Girls“                       |
| 1958 – In der Sierra Nevada / Zwei Freunde                                                                             | mit Bruce Low – Electrola E 21094       | als „die Hansen Boys“                                 |
| 1958 – Little Girl / Ein Mädchen mit 16                                                                                | mit Conny Froboess – Electrola E 21257  | als „die Hansen Boys und Girls“                       |
| 1958 – Morgen gibts ein Wiedersehen / Du gehörst an mein Herz                                                          | mit Alice Babs – Electrola E 21317      | als „die Hansen Boys“                                 |
| 1958 – Midi-Midinette / Wer wird der Erste sein                                                                        | mit Conny Froboess – Electrola E 21490  | als „die Hansen Boys und Girls“                       |
| 1958 – Leis erklingt ein Signal                                                                                        | mit Lale Andersen                       | als „Orchester Hans Blum und das Hansen-Quartett“     |
| 1958 – Hein Mück | mit Lale Andersen                       | als „die Hansen Boys und Girls“                       |
| 1959 – Lili Marleen (Neuaufnahme)                                                                                      | mit Lale Andersen                       | als „die Hansen Boys“                                 |
| 1959 – Ein Schiff wird kommen                                                                                          | mit Lale Andersen                       | als „Bernd-Hansen Chor“                               |
| 1960 – Tom Pillibi | mit Jacqueline Boyer                    | als „Hansen Boys & Girls mit dem Orchester Hans Blum“ |
| undatiert – In Hamburg sind die Nächte lang                                                                            | mit Fred Bertelmann                     | als „das Hansen-Quartett“                             |
| undatiert – His Masters Voice                                                                                          | mit Bibi Johns und Paul Kuhn            | als „das Hansen-Quartett“                             |
| undatiert – Nach uns die Sintflut                                                                                      | mit Bibi Johns und Paul Kuhn            | als „das Hansen-Quartett“                             |
| undatiert – Kleines Liebeslied                                                                                         | mit Lys Assia                           | als „das Hansen-Quartett“                             |